# 国鉄R94形コンテナ
国鉄R94形コンテナ（こくてつR94がたコンテナ）は、日本国有鉄道（国鉄）が1972年（昭和47年）に製造した、鉄道輸送用二種規格（12 ft）冷蔵コンテナである。

## 概要
日本国有鉄道（国鉄）では4種類（R10形 - R13形）の正式コンテナを製作してきたが保冷性能では冷蔵貨車に劣るものであった。そこでレム5000形と同等性能のコンテナを試作してみることになった。
1972年（昭和47年）度にクレーン荷役（上吊り）対応冷蔵コンテナとして1個が富士重工業にて製作され形式名はR94形と定められた。
片側妻面1方開き構造とされ、本体は内外の二重構造であり断熱材はポリウレタンフォームであった。妻面には開閉式の通風口が設置された。量産へ移行されることなくその技術は私有コンテナへ引き継がれた。
塗装は白色であり保冷性の高さをアピールするために車体に青帯（青15号）が巻かれた。寸法関係は全長3,658 mm、全幅2,438 mm、全高2,350 mm、荷重5 t、自重1.6 t、容積14.1 m3である。
1985年（昭和60年）度に廃止され形式消滅した。